# Скука

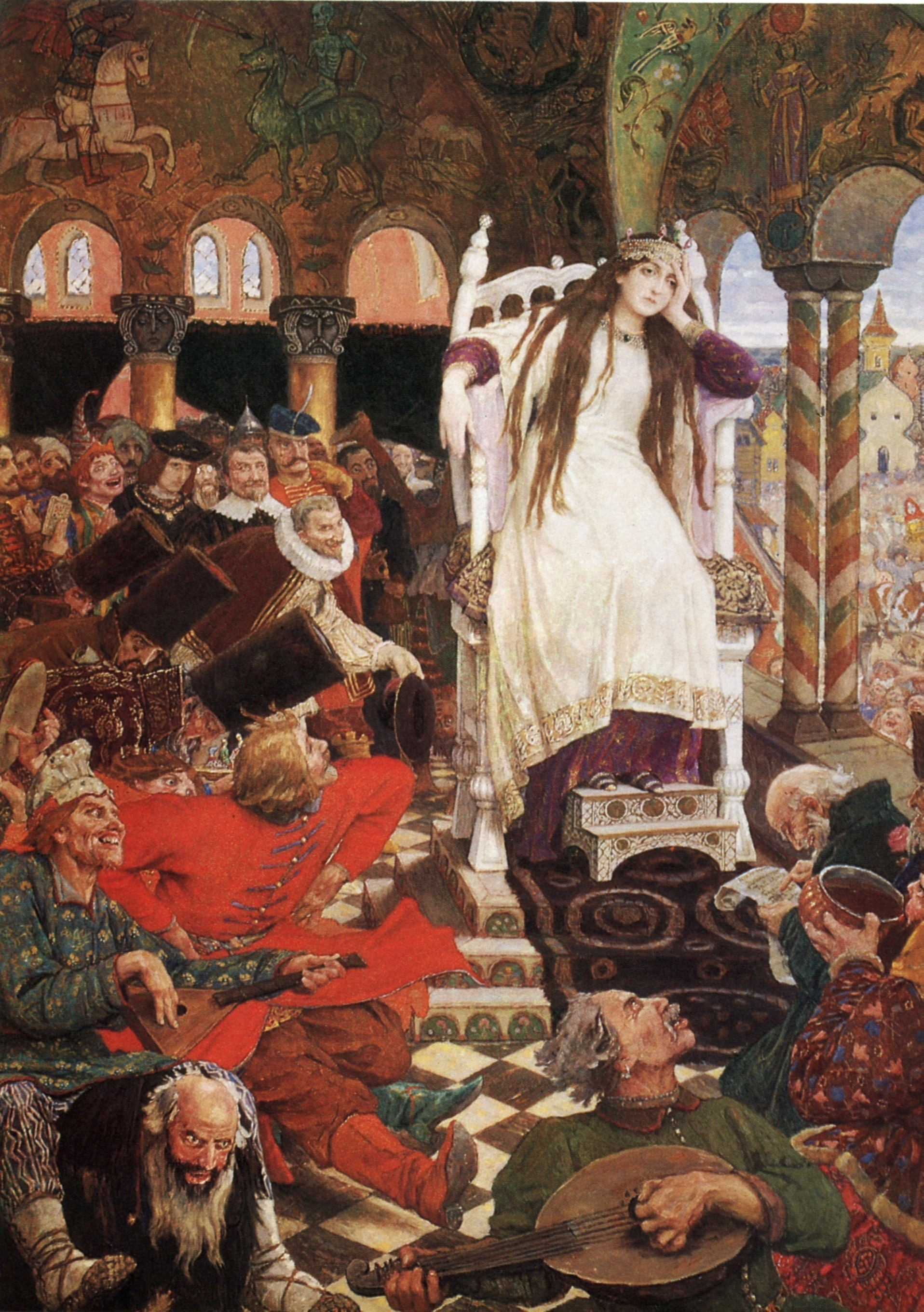
В. М. Васнецов, «Царевна-Несмеяна»

Ску́ка — вид отрицательно окрашенной эмоции или настроения, пассивное психическое состояние, характеризующееся снижением активности, отсутствием интереса к какой-либо деятельности, окружающему миру и другим людям. Скука, в отличие от апатии, сопровождается раздражительностью и беспокойством.

## Причины
Состояние скуки может быть вызвано как внешними причинами (монотонная работа, ожидание, недостаток общения, сенсорная депривация), так и внутренней опустошённостью и неспособностью к эмоциональным переживаниям, вызывающим радость, ощущением отсутствия цели и смысла жизни.

## Классификация
В экзистенциальной психологии различаются экзистенциальная скука и невротическая скука. В психоаналитическом подходе скука рассматривается через призму проблем конфликта и контроля, так, Феничел полагал, что скука появляется, «когда нам нельзя делать то, что мы хотим делать, или должны делать то, что мы делать не хотим».

## Физиология
Скука не зависит непосредственно от изменений в физиологическом состоянии. Когда человеку скучно, в коре его головного мозга преобладают процессы торможения, однако вместе с тем есть небольшой участок возбуждения, связанный с выполнением однообразной работы или ожиданием её окончания. Скучающие люди, как правило, рассеяны, испытывают чувство нетерпения и неудовлетворённости и желание избежать условий, обеспечивающих невозможность активных действий.
Клинические испытания показали, что в состоянии искусственно вызванной скуки в крови у испытуемых повышался уровень кортизола — гормона стресса, повышенный уровень которого указывает на излишнюю активность гипоталамо-гипофизарнонадпочечниковой оси (HPA). Известно, что хронически высокий уровень кортизола связан с рядом обусловленных стрессом заболеваний, таких как инсульт, болезни сердца и диабет.

## Последствия
По мнению многих видных психологов, таких как Э. Фромм и В. Франкл, проблема скуки в современном обществе становится всё более острой. По словам Франкла, «скука сегодня ставит перед нами — и пациентами, и психиатрами — больше проблем, чем желания и даже так называемые сексуальные желания». Согласно исследованиям, скука имеет связь со злоупотреблением алкоголем или наркотиками среди подростков.

## Скука на работе
Нередко работа наскучивает до такой степени, что начинает казаться абсолютно бессмысленной. Это называют синдромом хронической скуки. Согласно результатам исследования, в котором участвовали более 11 тысяч сотрудников 87 финских организаций, синдром хронической скуки увеличивает вероятность текучки кадров и раннего выхода на пенсию, а также плохого самочувствия и стресса.
Согласно результам исследования, в котором приняли участие 7 тысяч британских госслужащих на протяжении 24 лет, среди преждевременно умерших было больше тех, кто скучал на работе, чем тех, кто считал ее интересной.